# Ascherjoch
Das Ascherjoch, auch Semmelkopf genannt, ist ein 1557 m ü. A. hoher Berg im Mangfallgebirge.

## Topographie
Das Trainsjoch ist durch den Trainssattel von einem Rücken in Süd-West-Richtung getrennt, mit dem Ascherjoch als flachem östlichstem Gipfel.
Vom Trainssattel ist der höchste Punkt auch einfach zu erreichen. Im weiteren Verlauf folgt noch westlich die Ascheralm und der Saurüssel.